# 吉田忠智
吉田忠智（1956年3月7日—），日本政治人物，前任社會民主黨黨魁。
出生於大分縣臼杵市，就讀於大分縣立鶴崎工業高等學校期間曾經以成為陸上選手為目標，可惜因為膝的問題而夢碎。後來經歷了一年的浪人生活，之後進入九州大學農学部並且取得學位。畢業後進入大分縣廳擔任農業土木的技術職員，後來又擔任全日本自治團體勞動組合的書記長、執行委員長。